# 南水海道號誌站
南水海道號誌站（日语：／*/?）是位於茨城縣常總市，關東鐵道的常總線號誌站。

## 歷史
- 1992年（平成4年）3月6日 - 隨著水海道機關區廢止，開設水海道車輛基地（日语：水海道車両基地）和此號誌站[1]。
- 2004年（平成16年）10月16日 - 實施時間表修正，號誌站不再停車。

## 號誌站構造
號誌站位於雙線鐵路上，號誌站東邊連接水海道車輛基地。

## 使用用途
- 常總線車輛進出水海道車輛基地
- 車輛增解結（日语：増解結）時使用此號誌站。

在2004年（平成16年）10月15日前，所有列車均停車（運輸停車），以進行車長交班。在10月16日起，除了車輛基地出入車廠和增解結列車外，所有列車均通過。在變更後，水海道至小絹之間行車時間縮短3分鐘。而該號誌站只用所車長交班之用。

## 相鄰車站
關東鐵道
■常總線
小絹－（南水海道號誌站）－水海道

## 注腳
1. 1 2  曾根悟（監修）. 朝日新聞出版分冊百科編集部（編集） , 编. . 週刊朝日百科. 21号 関東鉄道・真岡鐵道・首都圏新都市鉄道・流鉄. 朝日新聞出版. 2011-08-07: 11 （日语）.